# 3-D Ultra Pinball: Thrillride
3-D Ultra Pinball: Thrillride es un juego de pinball del año 2000 desarrollado para Windows y Macintosh por Dynamix Inc. y para Game Boy Color por Left Field Productions, y publicado por Sierra On-Line. El juego es parte de la serie de juegos de pinball 3-D Ultra Pinball.

## Jugabilidad
Thrillride es un juego de pinball con temática de parque de atracciones ambientado en Hersheypark. El juego implica que el jugador recolecte puntos golpeando parachoques, iluminando palabras, completando diferentes recorridos y visitando la «tienda de bocadillos». Para la versión para PC, el juego cuenta con una mesa principal y una mesa secundaria Thrill Zone. Hay dos rampas multibola: la Wildcat y la Coal Cracker. El primero está ambientado como una montaña rusa y el segundo como un paseo acuático. Dos de los rompecabezas de Fun Zone dirigen a los jugadores a mesas secundarias: una mesa de rafting en el río y una montaña rusa virtual Lightning Racer. Además, Thrillride cuenta con una serie de minijuegos adicionales, incluido golpear marcadores para activar la Zona de diversión, o un evento de Hershey's Hide and Seek que se activa después de golpear el Snack Bar 50 veces, donde los jugadores deben usar la pelota para atrapar las golosinas animadas que se esconden alrededor de la mesa principal.

## Recepción
Thrillride recibió críticas mixtas, aunque la versión para PC del juego tuvo una recepción más tibia. Ron Dulin de GameSpot elogió las «tareas adicionales» y los «juegos adicionales sustanciales», aunque señaló que Thrillride «está pensado como nada más que una diversión y no como una simulación de pinball hardcore dirigida a los fanáticos de la bola plateada», observando que «la falta de un desafío hace que el juego sea un poco tedioso». IGN afirmó que la «calidad de la simulación es excelente» y elogió la «variedad de modos especiales» del juego que «sobresalen en todos los aspectos», al tiempo que destacó la «ausencia de incentivos para volver a jugar». Computer Games afirmó que el juego era «bastante divertido» con «muchos disparos de habilidad», elogiando las imágenes del juego por ser «coloridas, ruidosas (y) en tu cara».
La versión para Game Boy Color de Thrillride recibió críticas mixtas y negativas. Escribiendo para Allgame, Jon Thompson elogió la «impresionante» lista de reglas y la variedad de «diferentes modos y eventos multibola» para agregar al juego, pero afirmó que «la física de la mesa no es muy buena... ya que la bola flota bastante y reacciona de manera extraña a muchos golpes y tiros». En una reseña negativa, IGN afirmó que el juego «no era tan divertido o adictivo como podría ser», observando que «las imágenes son planas», con mesas «francamente vacías, con rampas aburridas y pocas funciones».